# Phyllolobium heydei
Phyllolobium heydei là một loài thực vật có hoa trong họ Đậu. Loài này được (Baker) M.L. Zhang & Podl. mô tả khoa học đầu tiên năm 2006.